# Tony Bowers
Tony Bowers né le 31 octobre 1952 à Culcheth en Angleterre, est un musicien et compositeur britannique basé en Italie et en Irlande qui a travaillé avec de nombreux groupes, dont Simply Red dans les années 80.